# Справи земні
«Справи земні» — радянський художній фільм 1983 року, знятий режисером Усенжаном Ібрагімовим на кіностудії «Киргизфільм».

## Сюжет
З метою захисту величезних районів ріллі та пасовищ від періодичних повеней, молодий вчений Медер Алімулов у лабораторних умовах досліджує можливість побудови природної греблі в горах шляхом спрямованого вибуху. Однак лише тестовий вибух у природних умовах може підтвердити або спростувати результати лабораторії. Медер несе відповідальність за організацію вибуху і починає готувати випробування.

## У ролях
- Жоробек Аралбаєв — Медер Алимкулов
- Айтурган Темірова — Сагинай
- Нурканат Жакипбай — Касим
- Іскен Сартбаєв — Чоро
- Макіль Куланбаєв — батько Медера
- Назіра Мамбетова — мати Медера
- Шахан Мусін — Атаєв
- Іскендер Рискулов — Азик
- Меруерт Утекешева — Зуура
- Айнура Далбаєва — Даміра
- Сергій Борисов — Степан, єгер
- Володимир Подоляк — епізод
- Джумаш Сидикбекова — доглядачка в театрі
- М. Такаєв — епізод
- І. Мусаєв — епізод
- Сейдакмат Токтоналієв — епізод
- Мурат Мамбетов — епізод
- Володимир Скоропись — епізод
- У. Акаєв — епізод
- С. Барсанаєв — епізод

## Знімальна група
- Режисер — Усенжан Ібрагімов
- Сценарист — Кадиркул Омуркулов
- Оператор — Василь Соколов
- Композитор — Ігор Кантюков
- Художник — Темірбек Мусакєєв